# Cornel Udrea
Cornel Udrea (n. 27 martie 1947,  Gheorgheni, județul Harghita - d. 11 aprilie 2024, Cluj-Napoca) a fost un umorist, jurnalist, dramaturg român.

## Biografie
Cornel Udrea s-a născut în anul 1947. A absolvit Liceul Teoretic ,,Mihai Eminescu" din Cluj-Napoca, promoția 1964. Își continuă studiile la Facultatea de Filologie din același județ (respectiv Cluj), absolvind în anul 1969. 
La un an de la absolvire, din anul 1970, lucrează ca redactor la Radio Cluj. Pe lângă acest statut, Cornel Udrea a fost coordonator de programe de divertisment, teatru radiofonic și spectacole cu public. De asemenea, a fost membru al Uniunii Scriitorilor din România.
A decedat la data de 11 aprilie 2024, la Cluj-Napoca.

## Opere

### Teatru
- Cufărul Pandorei, Editura „Napoca Star”, 1997;
- Transsiberianul de Fetești, Editura „Napoca Star”, 1997;
- La pas cu deltaplanul, Editura „Napoca Star”, 1999;
- Duminica de lunil , Editura „Napoca Star”, 2001;
- Salina de cărbuni, Editura „Napoca Star”, 2002;
- Republica Valentin, Editura „Napoca Star”, 2003;
- Românie dragă, Elveția mea, Editura „Napoca Star”, 2003;
- S-a întâmplat ieri, Editura „Napoca Star”, 2003;
- Cu fața la perete, Editura „ Napoca Star”, 2004;
- Cu spatele la scenă, Editura „ VIANDART”, 2004;
- amintește mie să te uit ..., Editura “VIANDART”, 2005;
- Cu peștele în lesă, Editura “Napoca Star”, 2006;
- Fericiți cu procură, Editura “Grinta”, 2007;
- Rasputineria, Editura “Viandart”, 2007.

### Teatru radiofonic și de televiziune (selectiv)
- RECURS LA JUDECATA DE APOI, Teatrul Național Radiofonic, 1997;
- PENULTIMA THULE, Radio Cluj, 1999;
- MAUPASSANT PE ROMÂNEȘTE, Radio Cluj, 2000;
- COTELE APELOR DUNĂRII, Teatru Național Radiofonic, 2003;
- ÎN FAȚA UȘII DUMNEZEU, Radio Iași, 2004;
- LĂSAȚI-L PE CLOVN ÎN CASĂ, Teatru Național Radiofonic, 2005;
- FRUMOASA POVESTE A TIR-ULUI PORTOCALIU, Teatru Național Radiofonic, 2007;
- IMPOZIT PE SENTIMENTE, TVR, 1998;
- CĂLCÂIUL LUI AHILE, TVR, 1999.

### Producții scenice
- PYGMALION CU TERMEN REDUS, Teatrul Municipal Turda, 1999, comedie;
- NOAPTEA LA LUMINA ZILEI, Teatrul Național Cluj, 2000, comedie;
- CAPRA CU TREI NURORI, Teatrul „Luceafărul” Iași, 1997, musical;
- IMPOZIT PE SENTIMENTE, Teatrul „Toma Caragiu” Ploiești, 1998, musical;
- LUNA CU MIERE, Teatrul Dramatic Baia Mare, 1999, musical;
- SCUFIȚA ROȘIE, Teatrul de Păpuși „Puck” Cluj, 1998;
- DOMNIȚA ALBĂSTRIȚA ȘI IONICĂAPĂRECE, Teatrul de Păpuși „V. Alecsandri” Bacău, 1999;
- PYGMALION CU TERMEN REDUS, Teatrul “Bacovia” Bacău, 2002;
- COLIVIA CU ILUZII, Grupul de producție Novator, 2003 ( prima piesă socială românească anti-drog);
- ROMÂNIE DRAGĂ, ELVEȚIA MEA…, Teatrul Național TG. Mureș, 2004 - turneu în Franța cu spectacolul în limba franceză;
- 25 spectacole de revistă  la: Teatrul de Revistă al Armatei din Cluj, Teatrul „Majestic” Ploiești, Teatrul Musical și de Revistă „Nae Leonard” Galați, Teatrul de Revistă Baia Mare, Teatrul de Revistă Deva;
- COTELE APELOR DUNĂRII, Teatrul de Nord Satu Mare, 2005;
- RAIUL, PRIMA PE DREAPTA, Teatrul Elvira Godeanu, Târgu-Jiu, 2005 – premieră absolută la Stockolm, alte spectacole în Suedia și Danemarca;
- CANAPEAUA LUI FROID, Teatrul Al Davilla, Pitești, 2006;
- Stagiune permanentă JOINT - Brașov, începând din 2005.

### Alte reprezentări teatrale
- PROIECTUL TEATRU LA VEDERE (monolog și performanță);
- ONE MAN SHOW: Dan Rădulescu, Ovidiu Popa, Petre Băcioiu, Eugen Titu, Viorel Baltag;
- ONE WOMAN SHOW: Adriana Trandafir, Viorica Chelbea, Mariana Ghițulescu, Ionela Nedelea.

### Opera literară
1. 1972	    Iasomia – poezii, Ed. Dacia
2. 1975	    Respirația ceasornicelor – poezii, Ed. Dacia
3. 1975	    Cu alte cuvinte, Ed. Dacia
4. 1979	    Obiceiuri de nuntă la cangurii șchiopi, Ed. Dacia
5. 1985	    Duminică la iarbă verde, Ed. Dacia
6. 1988	    Mersul pe jos,  Ed. Dacia
7. 1990	    Dinastiada, Ed. Mesagerul Transilvan
8. 1994        Verișorii siamezi - Schițe, Ed.Clussium
9. 1995        Obiceiuri de nuntă la cangurii șchiopi-Antologie selectivă, Ed. Mesagerul, 1995
10. 1995	    Marele zid chinezesc german – Schițe, Ed.Daco Press, 1995
11. 1997	    Cufărul Pandorei - Teatru, Ed. Mesagerul Transilvan, 1997
12. 1997	    Clepsidra cu minutare - 2 volume, Ed.  Braille
13. 1998	    Reproducerea la bufnițele împăiate Ediția I, II - Schițe,  Ed. Napoca Star, 1998
14. 1998	    Transsiberianul de Fetești - Ed. Napocastar, 1998
15. 1999	    La pas cu deltaplanul, Ed. Napocastar, 1999
16. 1999	    De serviciu în clepsidră, Ed. Dacia, 1999
17. 2000	    Lebăda mahmură, Ed. Napocastar, 2000
18. 2000        Privighetoarea ciocușă,  Ed. Casa cărții de știință, 2000
19. 2001        Umorul reformei, Reforma umorului - Antologie, Ed.Hiparion, 2001
20. 2001	    Duminica de luni, Ed. Napoca Star, 2001
21. 2001	    Intravilane,  Ed. Napoca Star, 2001
22. 2002	    Salina de cărbune, Ed. Napocastar, 2002
23. 2002	    Ciroza la tânțari, Ed. Dacia, 2002
24. 2003	    Românie dragă, Elveția mea, Ed. Napoca Star, 2003
25. 2003	    Umflați-l pe Mozart - Antologie umoristică I 1979-1988, Ed. Etrnograph, 2003
26. 2003	    Republica Valentin, Ed. Ed Napoca Star, 2003
27. 2003	    S-a întâmplat ieri, Ed Napoca Star, 2003
28. 2004	    Cu spatele la scenă, Ed.Viandart
29. 2004	    Cu fața la perete, Ed. Ed Napoca Star, 2004
30. 2004	    Zoo abecedar – album ilustrat
31. 2005	    Amintește-mi să te uit, Ed.Viandart
32. 2006	    Românul brusc-Romanul unui jurnal, Ed. Grinta, 2006
33. 2006	    Cu peștele în lesă, Ed. Napoca Star, 2006
34. 2007	    Rasputineria, Ed.Viandart, 2007
35. 2007	    Umbra verbului A fi, Ed. Napoca Star, 2007
36. 2007        Dincolo, de malu-acesta, Ed. Limes, 2007
37. 2007	    Măgarul troian - Antologie umoristică vol. III, Ed.Grinta, 2007
38. 2007	    Domnișoara Aviara - Antologie umoristică vol. II, Ed.Grinta, 2007
39. 2007        Destăinuirile fazanului Rudolf - Antologie umoristică vol. I, Ed.Grinta, 2007
40. 2007        Destine în custodie, Ed. Napoca Star, 2007
41. 2007        Ilfov si Petrov, Ed. Napoca Star, 2007
42. 2007        Fericiți cu procura - Teatru pentru Europa, Ed. Grinta, 2007
43. 2007	    Sodomel și Gomorița, Ed. Napoca Star, 2007
44. 2008	    De cine se teme Virginia Woolf?,  Ed Napoca Star, 2008
45. 2008        Aut, Caesar, ofsaid nihil, Ed. Napoca Star, 2008
46. 2008	    Vișinată cu afine, Ed. Palimpsest, București, 2008
47. 2008        Eu, cel Ego, Ed. Napoca Star, 2008
48. 2009        Ciuperci potabile, Ed. Napoca Star, 2009
49. 2009        Oameni de unică folosință, Ed. Napoca Star, 2009
50. 2009        Obiceiuri de nuntă la cangurii șchiopi - Antologie selectivă ed. a III-a, Ed. Napoca Star, 2009
51. 2009        Unșpe – Antologie de proză umoristică, Ed. Eikon, 2009

### Monografii
- 1994    „U” 75 Almanah aniversar ilustrat 1919-1994, Ed. Daco-Press, 1977 - colectiv;
- 1999    Primăveri hertziene Radio Cluj 45, Ed. Napoca Star, 1999;
- 2002    C.U. (autografe pe suflet), Ed. Napoca Star, 2002;
- 2004    Pe lungimi de undă...până unde? 1954-2004 primii 50 ani, Ed. Napoca Star, 2004;
- 2007    Liviu Oros  Un om în cetate, Ed. Napoca Star, 2007;
- 2007    Studiu monografic Ogra colectiv: Cornel Udrea, Romeo Soare, Eugenia Nistor, Ioan Megheșan,  Ed. Ambasador, 2007;
- 2009    Memoria inimii  monografie Teatrul Municipal Turda, Ed. Napoca Star, 2009;
- 2009    Microfonul cu cerneală Radio Cluj 55,  Ed. Napoca Star, 2009;
- 2010    Anotimpurile unei mari iubiri Liceul de Muzică  „ Sigismund Toduță” Cluj Napoca, Ed. Napoca Star.

### Casete audio
- Muște cu cearcăne
- Bocancul de parașutist al Cenușăresei

### Casete audio - cântece pe versuri de Cornel Udrea
- Alexandru Jula – Iubire târzie
- Cătălin Condurache – Generația Ta

## CD-uri
- 2005 Lăsați-l pe clovn în casă - Regia: Mihail Lungeanu (F.Piersic, A.Trandafir)-Teatru radiofonic;
- 2007 Românul brusc audio book;
- 2007 Frumoasa poveste a TIR-ului portocaliu cu verde - Regia: Mihail Lungeanu – Teatru radiofonic (adaptare-Românie dragă, Elveția mea);
- 2008 Insula cu amintiri Poveste muzicală Regia: Mihail Lungeanu (F.Piersic)- Teatru radiofonic;
- 2008 Îngropat în cer spectacol  înregistrat [11.04.2008];
- 2008 Propriu-zis Alina Scorobete - înregistrare.

## Diplome, premii, titluri (selectiv)
- DIPLOMA DE ONOARE A SOCIETĂȚII ROMÂNE DE RADIODIFUZIUNE, 1996;
- DIPLOMA DE EXCELENȚĂ A FESTIVALURILOR DE UMOR DE LA: Vaslui, Tîrgu Mureș, Slatina, Bistrița, Fetești, Gura Humorului, Botoșani;
- PREMIUL ASOCIAȚIEI SCRIITORILOR DIN CLUJ, pentru teatru, 1999;
- PREMIUL “CARAGIALE” Al UNIUNII SCRIITORILOR DIN ROMÂNIA, 2003;
- PREMIUL NAȚIONAL DE DRAMATURGIE “ELVIRA GODEANU”, 2006;
- PREMIUL NAȚIONAL PENTRU CEA MAI BUNĂ CARTE DE TEATRU – “AMINTEȘTE-MI SA TE UIT”, Târgu-Jiu (Zilele Elvira Godeanu), 2006;
- PREMIUL NAȚIONAL AL FESTIVALULUI DE UMOR “ION CĂNĂVOIU” PENTRU CEA MAI BUNĂ CARTE DE UMOR A ANULUI, Târgu-Jiu, 2006;
- DIPLOMA DE EXCELENȚĂ A FESTIVALULUI DE UMOR “CONSTANTIN TĂNASE” DE LA VASLUI, 2006;
- DIPLOMA DE EXCELENȚĂ A COTIDIANULUI “OBSERVATOR DE VASLUI”, 2006;
- PREMIUL ASOCIAȚIEI DE PRIETENIE SUEDEZO-ROMÂNĂ DIN STOCKHOLM, 2006;
- DIPLOMA DE EXCELENȚĂ A FESTIVALULUI DE DRAMATURGIE NAȚIONALĂ BISTRIȚA, ED a II-a, 2006;
- FESTIVALUL NAȚIONAL AL TEATRELOR DE REVISTĂ DE LA CONSTANȚA:
  - Premiul Special al Juriului, 1996;
  - Premiul Special al Juriului, 1997;
  - Premiul „Eugen Mirea”, 1998;
  - Marele Premiul al Festivalului, 1997, 1998, 1999;
- UMORISTUL ANULUI, Publicațiile „Ambasador”, Tîrgu Mureș, 1997;
- PROFESIONIST DE EXCEPȚIE, Societatea Română de Radiodifuziune, 1996-2000;
- CETĂȚEAN DE ONOARE al orașului Gura Humorului, 1999;
- CETĂȚEAN DE ONOARE al orașului Siret, 2004.

## Legăturiexterne
- O carieră impresionantă: Cornel Udrea, 8 iunie 2015, realitatea.net
- https://adevarul.ro/locale/cluj-napoca/mesajul-unui-scriitor-nostalgicii-ceausescu-Si-a-iubit-tara-s-a-iubit-sine-modul-primitiv-1_61f519f75163ec427148b7a0/index.html